# Akeem Haynes
Akeem Haynes (* 11. März 1992 in Westmoreland, Jamaika) ist ein kanadischer Sprinter und Canadian-Football-Spieler. Er steht derzeit bei den Hamilton Tiger-Cats aus der Canadian Football League (CFL) unter Vertrag.
Der 1,70 m große und 73 kg schwere Athlet wurde in Jamaika geboren und wanderte als Kind mit seiner Familie nach Kanada aus.
Im Jahr 2016 konnte er sich für die Olympischen Spiele in Rio de Janeiro qualifizieren. Während er in den Einzelrennen über 100 Meter schon im Vorlauf ausschied, erreichte er mit der Staffel das Finale. Das Team (Akeem Haynes, Aaron Brown, Brendon Rodney und Andre De Grasse) kam zunächst mit zwei Hundertstelsekunden geschlagen auf Platz vier, rückte aber nach der Disqualifikation der drittplatzierten USA auf den Bronzeplatz hinter Jamaika und Japan auf.
Am 7. Februar gaben die Hamilton Tiger-Cats bekannt, Haynes unter Vertrag genommen zu haben.

## Einzelnachweis
1. ↑  Ticats sign Canadian Olympic bronze medallist sprinter Akeem Haynes. Abgerufen am 7. Februar 2018 (englisch).